# تيتوس أوتيس
تيتوس أوتيس (15 سبتمبر 1649 - 12/13 يوليو 1705) كان كاهنًا إنجليزيًا قام بتلفيق "المؤامرة البابوية"، وهي مؤامرة كاثوليكية مزعومة لقتل الملك تشارلز الثاني.

## اختلاق المؤامرة البابوية
كتب أوتس وتونج مخطوطة مطولة اتهمت فيها سلطات الكنيسة الكاثوليكية في إنجلترا بالموافقة على اغتيال تشارلز الثاني. وادعيا أن اليسوعيون سيقومون بهذه المهمة. وفي أغسطس 1678 حذر الكيميائي كريستوفر كيركبي الملك تشارلز من هذه المؤامرة المزعومة ضد حياته، ثم حذره تونج. ولم يقتنع تشارلز بهذا التحذير، لكنه سلم الأمر إلى أحد وزرائه وهو توماس أوزبورن، إيرل دانبي؛ وكان دانبي أكثر استعدادًا للاستماع، فاجتمع إلى أوتس بواسطة تونج واستمع لهما.

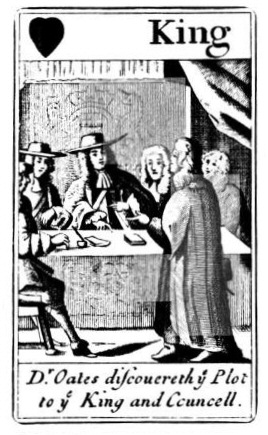
أوتس يكشف المؤامرة للملك - واحدة من مجموعة أوراق اللعب التي تصور المؤامرة بريشة فرانسيس بارلو، حوالي 1679

استجوب مجلس الملك الخاص أوتيس في 28 سبتمبر، وقدم أوتيس 43 ادعاءً ضد أعضاء مختلفين في الطوائف الدينية الكاثوليكية - بما في ذلك 541 يسوعيًا - والعديد من النبلاء الكاثوليك. واتهم السير جورج ويكمان طبيب الملكة كاثرين براغانزا، وإدوارد كولمان سكرتير ماري مودينا دوقة يورك، بالتخطيط لاغتيال تشارلز.
وعلى الرغم من أن أوتيس ربما اختار الأسماء بشكل عشوائي، أو بمساعدة إيرل دانبي، فقد تبين أن كولمان كان يتواصل مع اليسوعي الفرنسي الأب فيرير، الذي كان أب اعتراف الملك لويس الرابع عشر، وهو ما كان كافيًا لإدانته. وتمت تبرئة ويكمان لاحقًا. وعلى الرغم من سمعة أوتيس البغيضة، إلا أن أدائه الواثق وذاكرته الرائعة تركا انطباعًا جيدًا بشكل مدهش في المجلس. وعندما ذكر المؤلفين المزعومين لخمس رسائل من المفترض أنها كتبها اليسوعيين البارزين، "أذهل المجلس". وكما يشير كينيون، فمن المدهش أنه لم يخطر على بال المجلس أن هذا لا فائدة منه كدليل إذا كان أوتيس قد كتب كل الرسائل بنفسه.  :79
ومن بين الآخرين الذين اتهمهم أوتيس ويليام فوغارتي، ورئيس الأساقفة بيتر تالبوت من دبلن، وصموئيل بيبس النائب، وجون بيلاسيس بارون بيلاسيس الأول. وبمساعدة دانبي، تزايد المتهمون في القائمة إلى 81 متهما. وأُعطي أوتيس فرقة من الجنود وبدأ في جمع اليسوعيين، بمن فيهم أولئك الذين ساعدوه في الماضي.
وفي 6 سبتمبر 1678، مثل أوتيس وتونج أمام القاضي الأنجليكاني السير إدموند بيري غودفري، وأقسموا أمامه في إفادة خطية تتضمن تفاصيل اتهاماتهم. وفي 12 أكتوبر، اختفى غودفري، وبعد خمسة أيام تم العثور على جثته في خندق في بريمروز هيل؛ حيث تم خنقه وقتل بسيفه. واستغل أوتيس بعد ذلك هذا الحادث لشن حملة عامة ضد "البابويين" وزعم أن مقتل غودفري كان من عمل اليسوعيين.
وفي 24 نوفمبر 1678، ادعى أوتيس أن الملكة كانت تعمل مع طبيب الملك لتسميمه. وطلب أوتس مساعدة "الكابتن" ويليام بيدلو، الذي كان على استعداد لقول أي شيء مقابل المال. واستجوب الملك أوتيس شخصيًا واكتشف في كلامه عدد من المغالطات والأكاذيب. وعلى وجه الخصوص، فقد ادعى أوتس بشكل غير حكيم أنه أجرى مقابلة مع الوصي على إسبانيا، دون خوان في مدريد: فقد تبين أن وصف أوتيس له غير دقيق، لأن الملك قد قابله بشكل شخصي في بروكسل أثناء منفاه، ومن الواضح أنه لم يره قط. فأمر الملك باعتقاله. ومع ذلك، بعد بضعة أيام، ومع التهديد بحدوث أزمة دستورية، أجبر البرلمان على إطلاق سراح أوتيس، الذي سرعان ما حصل على سكن حكومي في قصر وايتهول وبدل سنوي قدره 1200 جنيه إسترليني.
وبعد ما يقرب من ثلاث سنوات وإعدام ما لا يقل عن 15 رجلاً بريئًا، بدأ الرأي العام ينقلب ضد أوتيس. وكان آخر ضحية بارزة لهذه المؤامرة الملفقة هو أوليفر بلونكيت، رئيس أساقفة الروم الكاثوليك في أرماغ، الذي تم شنقه وسحله وتقطيعه إلى أرباع في 1 يوليو 1681. وبدأ ويليام سكروجز رئيس قضاة إنجلترا وويلز، في إعلان براءة المزيد من الأشخاص، كما فعل في محاكمة ويكمان، وحدث رد فعل عنيف ضد أوتس وأنصاره اليمينيين.

## ما بعد الكارثة

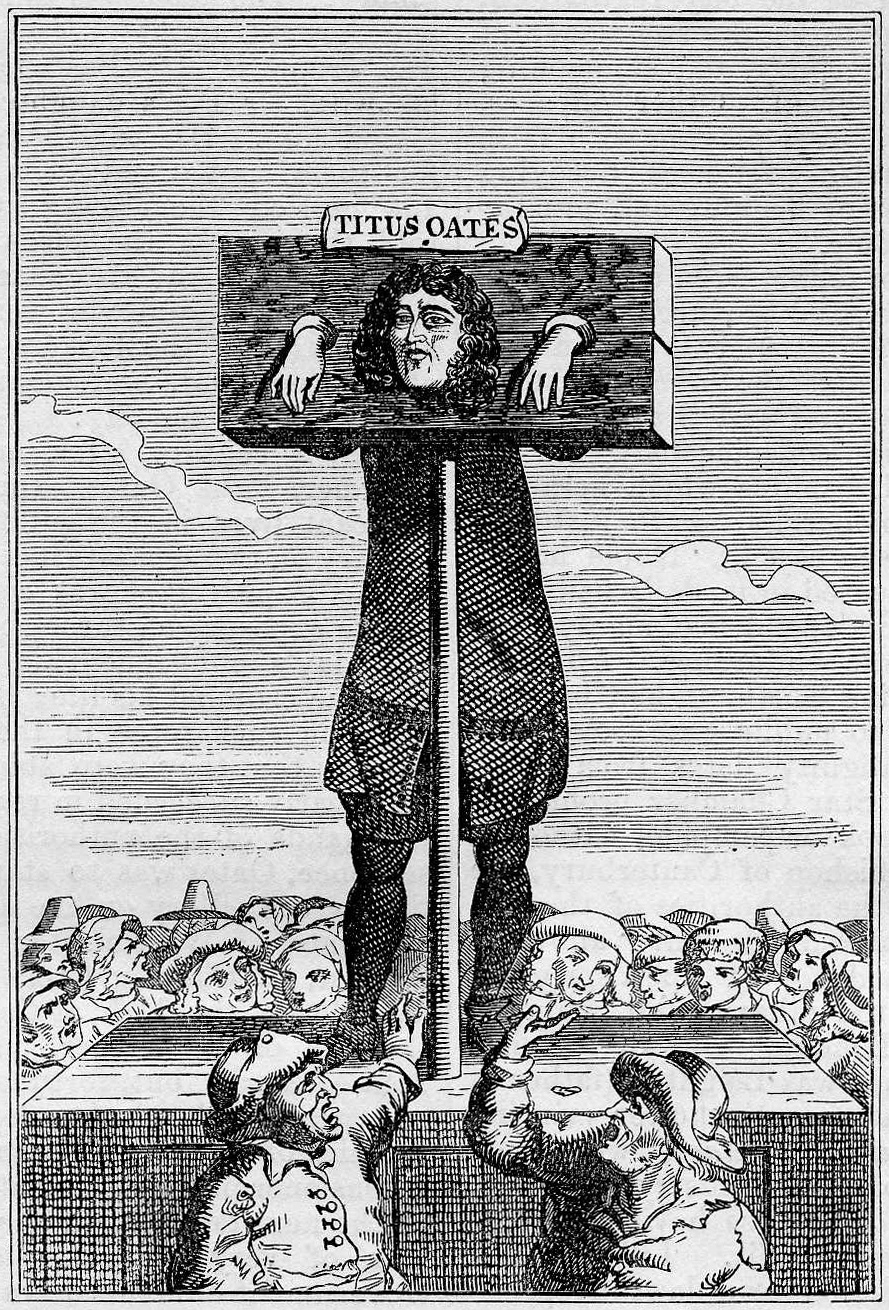
نقش تيتوس أوتيس المسيء

وفي 31 أغسطس 1681، طُلب من أوتس مغادرة سكنه في وايتهول، لكنه ظل يردد أكاذيبه دون رادع، حتى أنه ندد بالملك وشقيقه الكاثوليكي دوق يورك. فتم القبض عليه بتهمة التحريض على الفتنة، وحُكم عليه بغرامة قدرها 100 ألف جنيه إسترليني وسجن.
عندما اعتلى دوق يورك العرش عام 1685 باسم جيمس الثاني، أمر بإعادة محاكمة أوتيس وإدانته والحكم عليه بتهمة الحنث باليمين، وتجريده من الزي الديني، وسجنه مدى الحياة، و"جلده في شوارع لندن خمسة أيام في السنة لمدة خمسة أيام في السنة" لبقية حياته".  وأخذ أوتس من زنزانته وهو يرتدي قبعة مكتوب عليها "تيتوس أوتس، أدين بناءً على أدلة كاملة بارتكاب اثنتين من شهادات الزور المروعة" ووضع على المنصة عند بوابة قاعة وستمنستر (الآن نيو بالاس يارد)، حيث رشقه المارة بالبيض. وفي اليوم التالي تعرض للسخرية في لندن وفي اليوم الثالث تم تجريده من ملابسه وربطه بعربة وجلده بدءا من البوابة القديمة إلى البوابة الجديدة. وفي اليوم التالي، تم جلده بدءا من البوابة الجديدة إلى تيبرن.
وكان القاضي الذي ترأس محاكمته هو القاضي جيفريز، الذي ذكر أن أوتس كان "عارًا على البشرية"، على الرغم من حقيقة أنه هو نفسه ساعد في إدانة الأبرياء بناءً على أدلة أوتيس الحانث باليمين. وكانت العقوبات المفروضة على أوتس شديدة للغاية، ولكن أعرب جيفريز وزملاؤه القضاة علنًا عن أسفهم لعدم قدرتهم على فرض عقوبة الإعدام في قضية من من قضايا شهادة الزور.
أمضى أوتس السنوات الثلاث التالية في السجن. وفي عام 1689 وبعد اعتلاء البروتستانتي ويليام أوف أورانج وماري العرش، تم العفو عنه ومنحه معاشًا تقاعديًا قدره 260 جنيهًا إسترلينيًا سنويًا، لكن سمعته لم تتعاف. وتم تعليق المعاش التقاعدي لاحقًا، ولكن استعاده في عام 1698 وزاد إلى 300 جنيه إسترليني سنويًا. وتوفي أوتس في 12 أو 13 يوليو 1705، وكان في ذلك الوقت شخصية غامضة ومنسية إلى حد كبير.